# فاسيلي بيروف
فاسيلي جريجوريفيتش بيروف (الروسية: Васи́лий Григо́рьевич Перо́в) (2 يناير 1834 – 10 يونيو 1882) هو رسام روسي، يُعتبر شخصية محورية في حركة الواقعية الروسية، وأحد الأعضاء المؤسسين لحركة الهائمون الفنية.

## وفاته
توفي فاسيلي بسبب إصابته بمرض السل في 10 يونيو (28 مايو في التاريخ القديم ) من عام 1882 م، في قرية كوزمينكي (هي الآن جزء من موسكو)ودفن جثمانه في مقبرة دونسكوي.

## بعض من أعماله

Paris Ragman, 1864
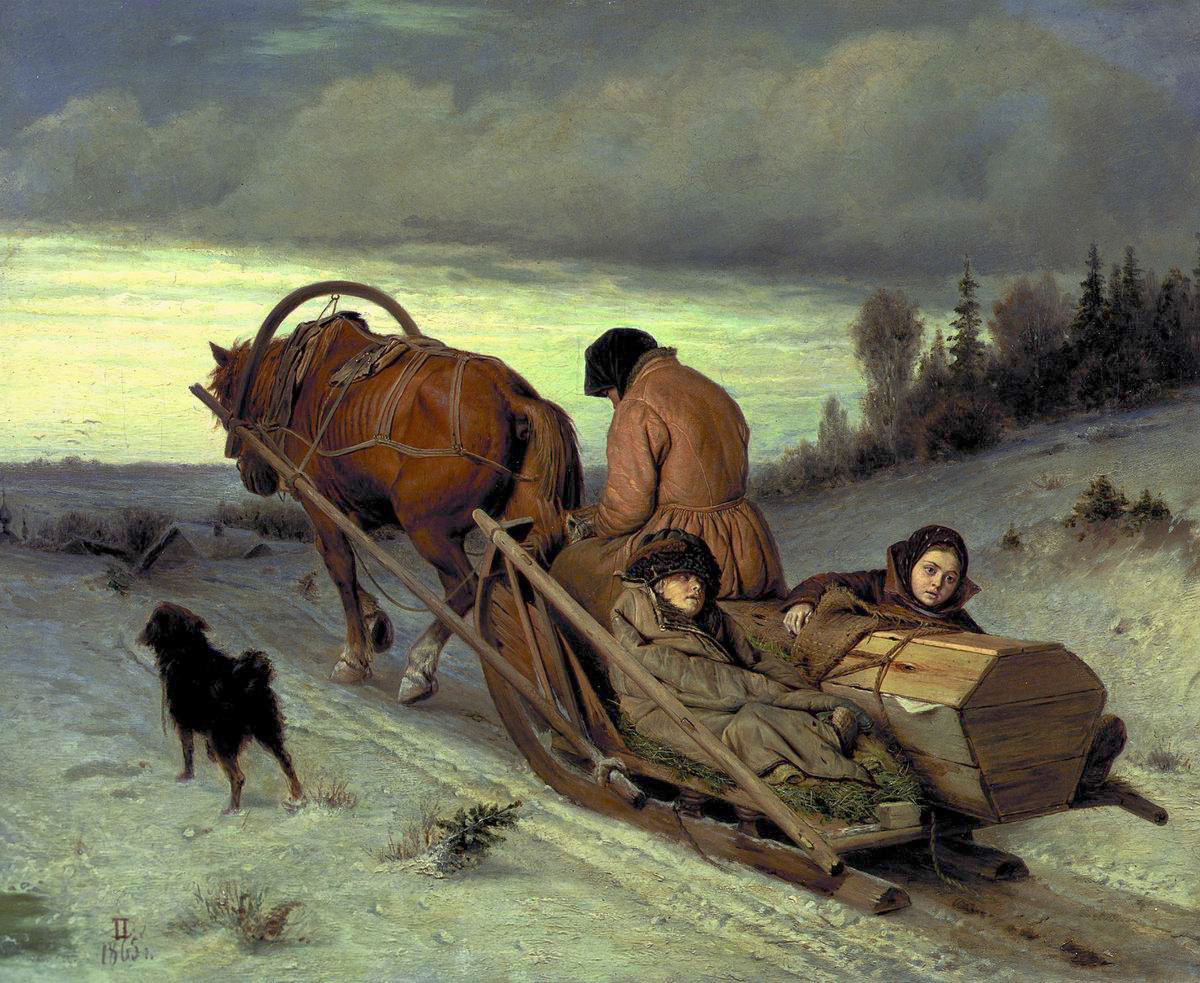
الرحلة الأخيرة، 1865
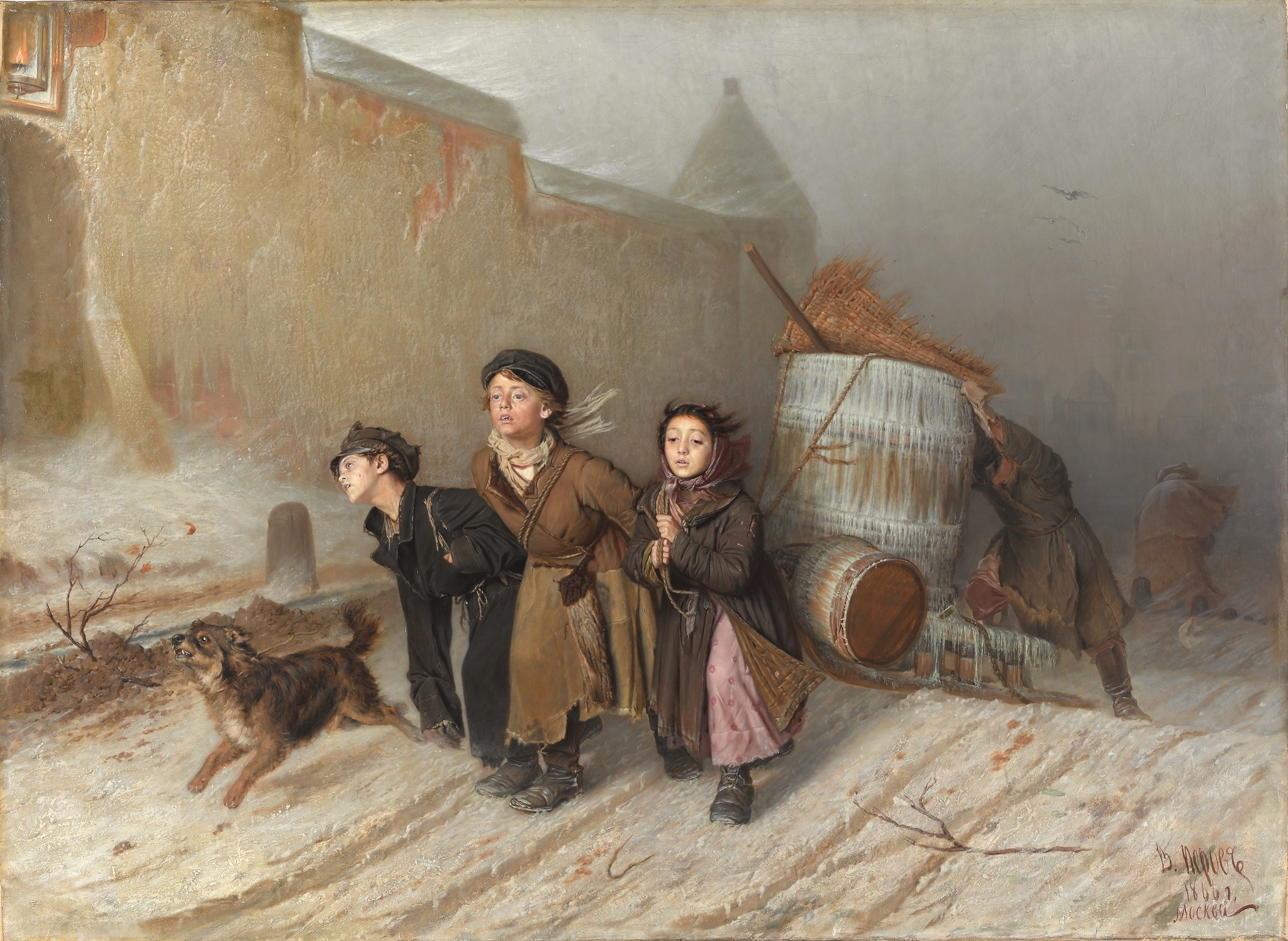
Troika. Apprentices Fetch Water, 1866
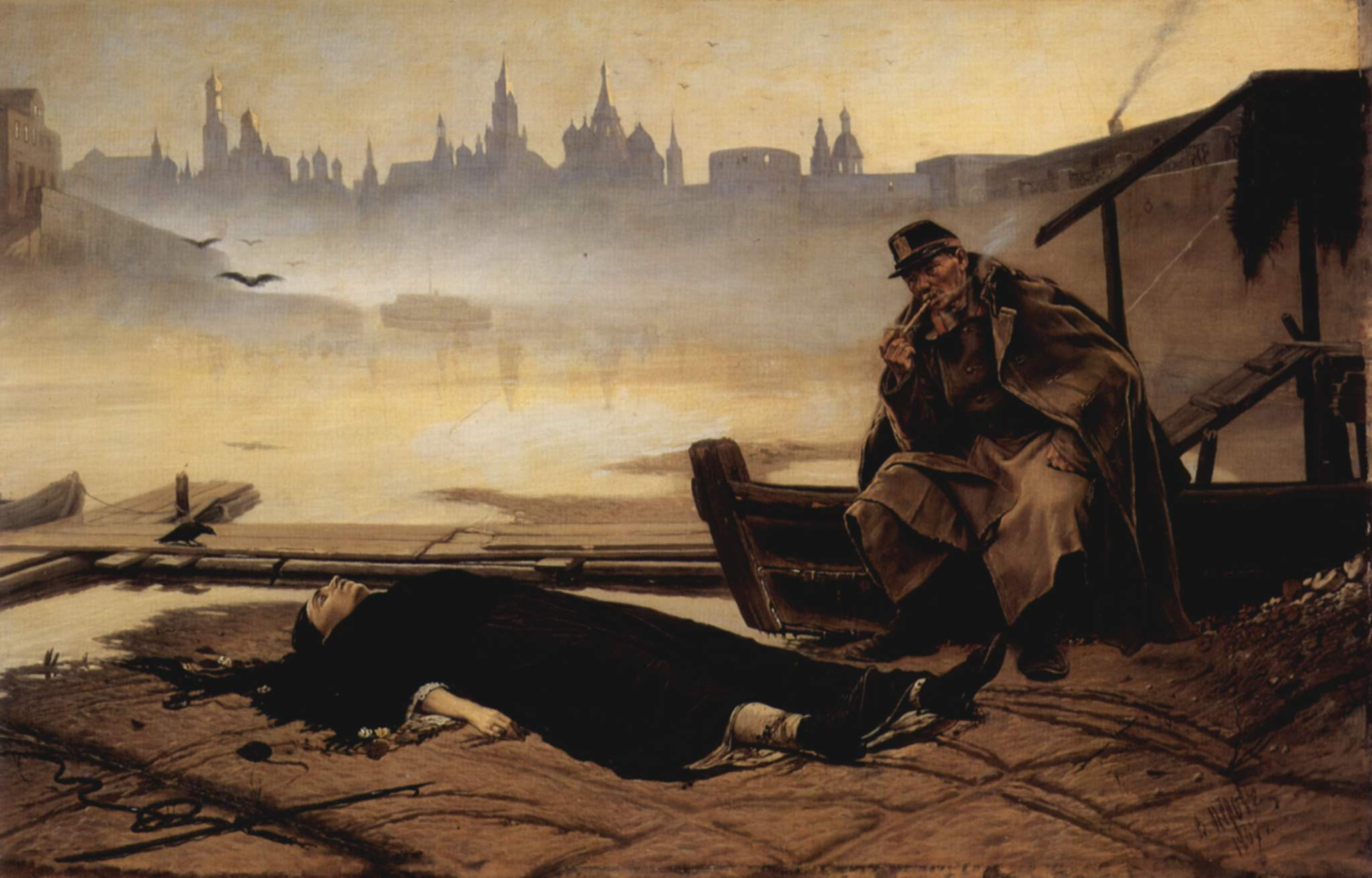
The Drowned, 1867
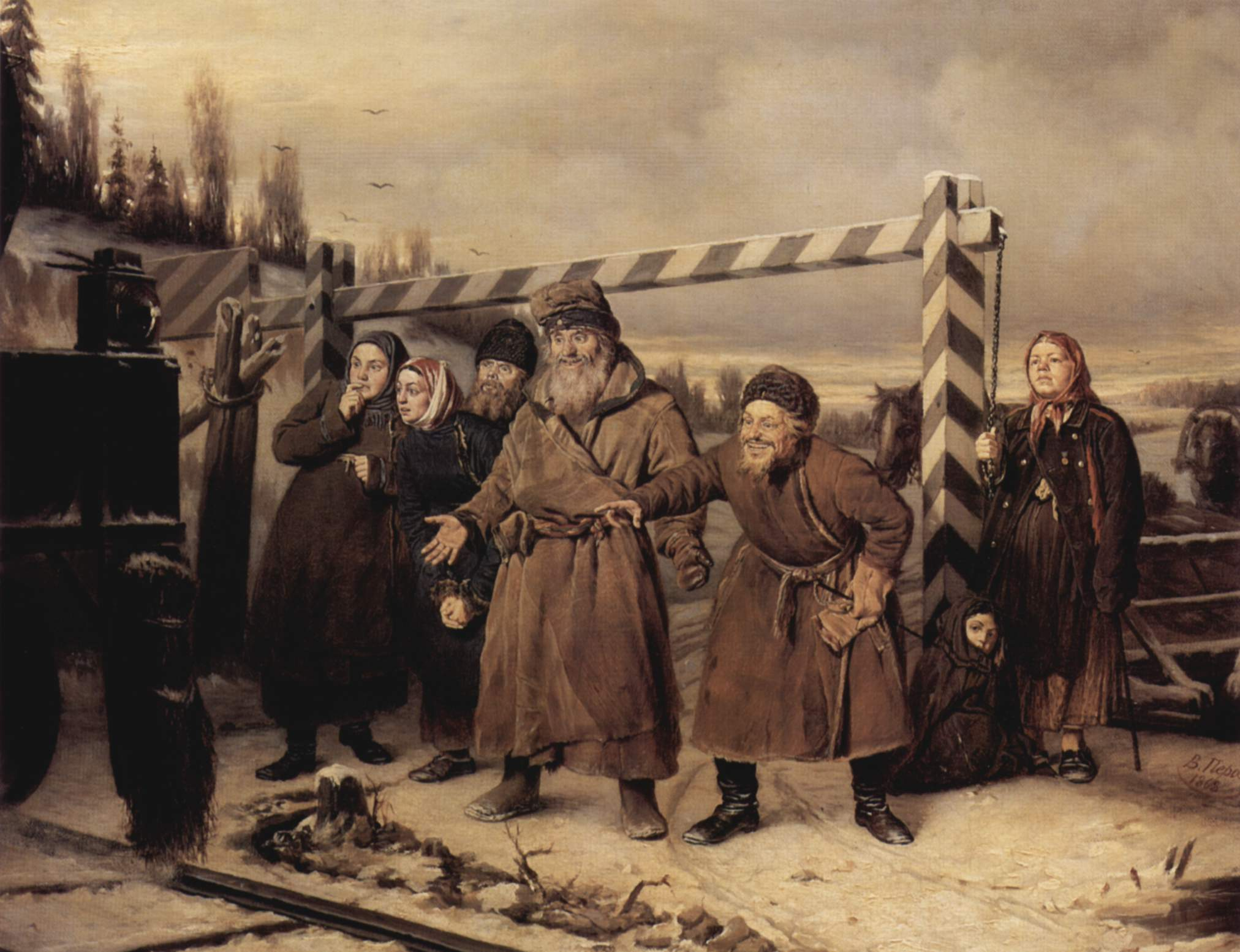
At the Railroad, 1868
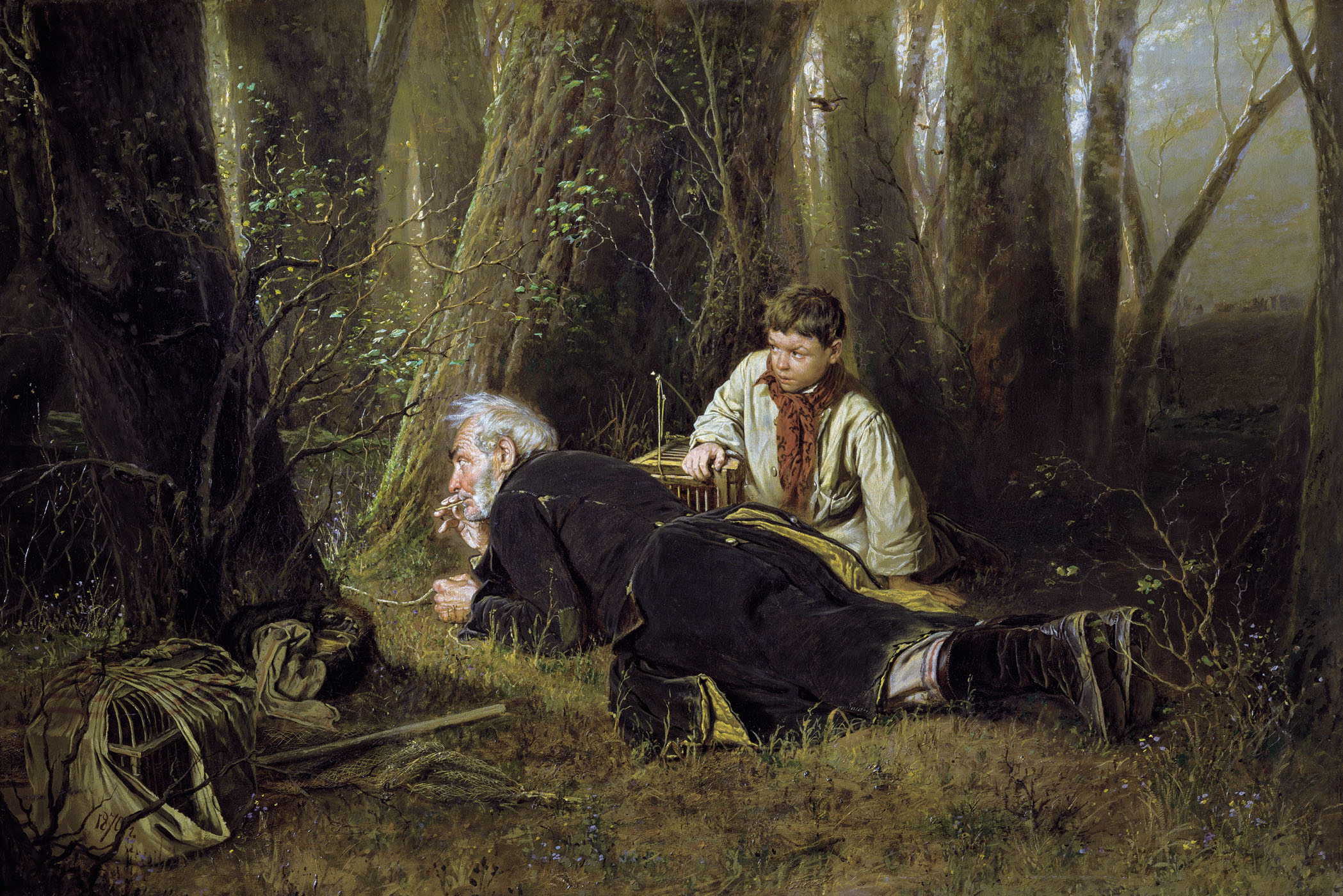
The Bird-Catcher, 1870
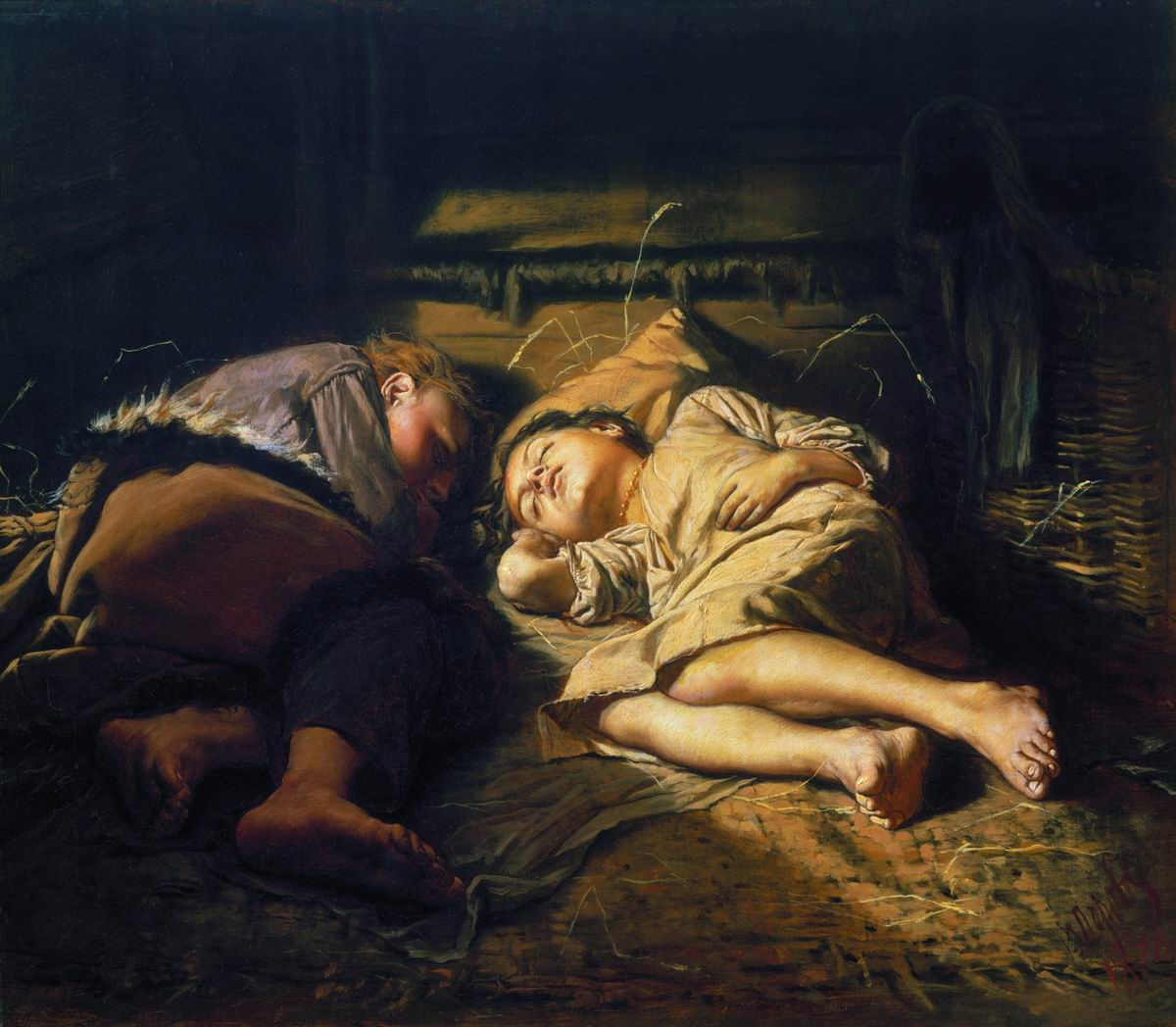
Sleeping Children, 1870
The Hunters at Rest, 1871
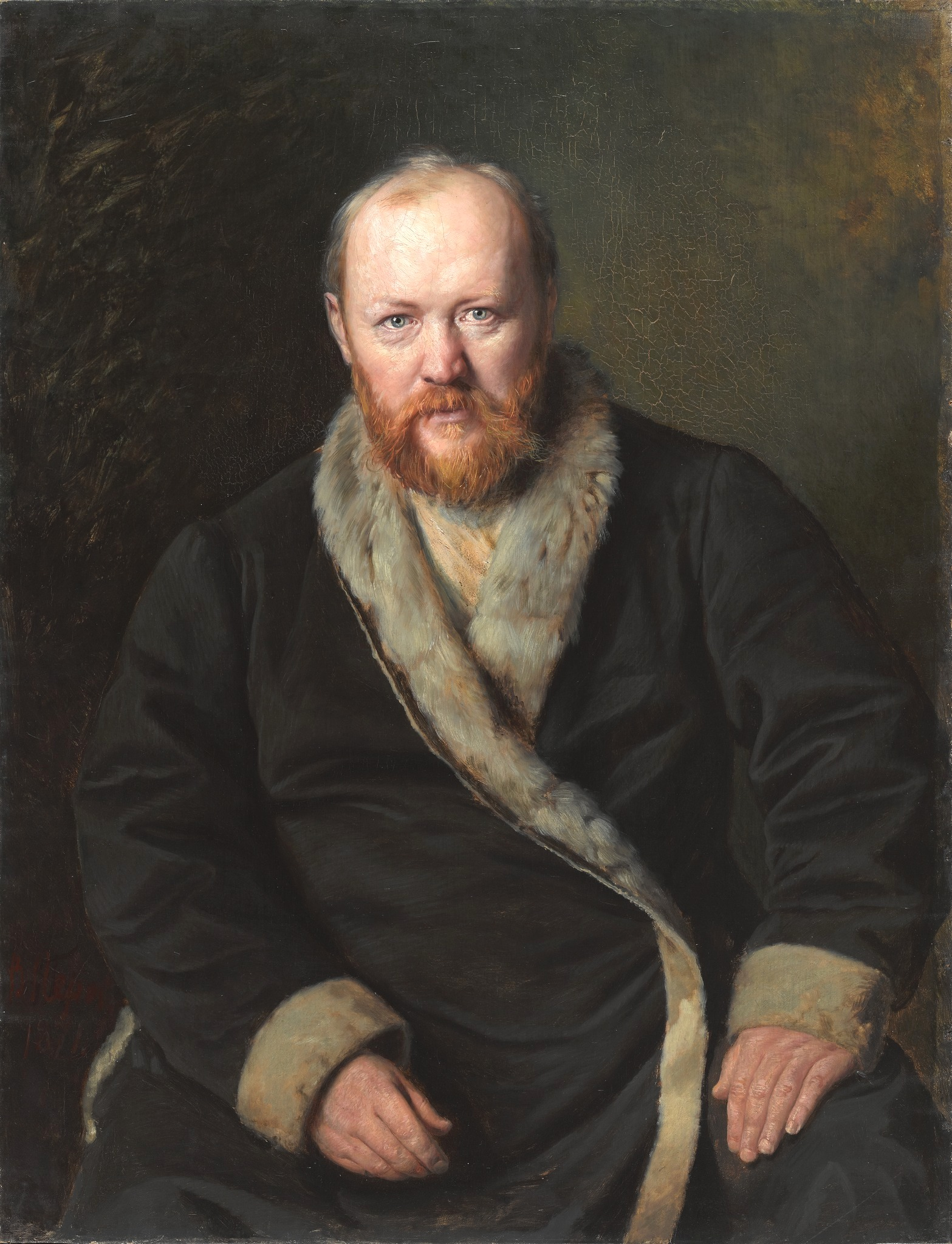
ألكسندر أستروفسكي, 1871
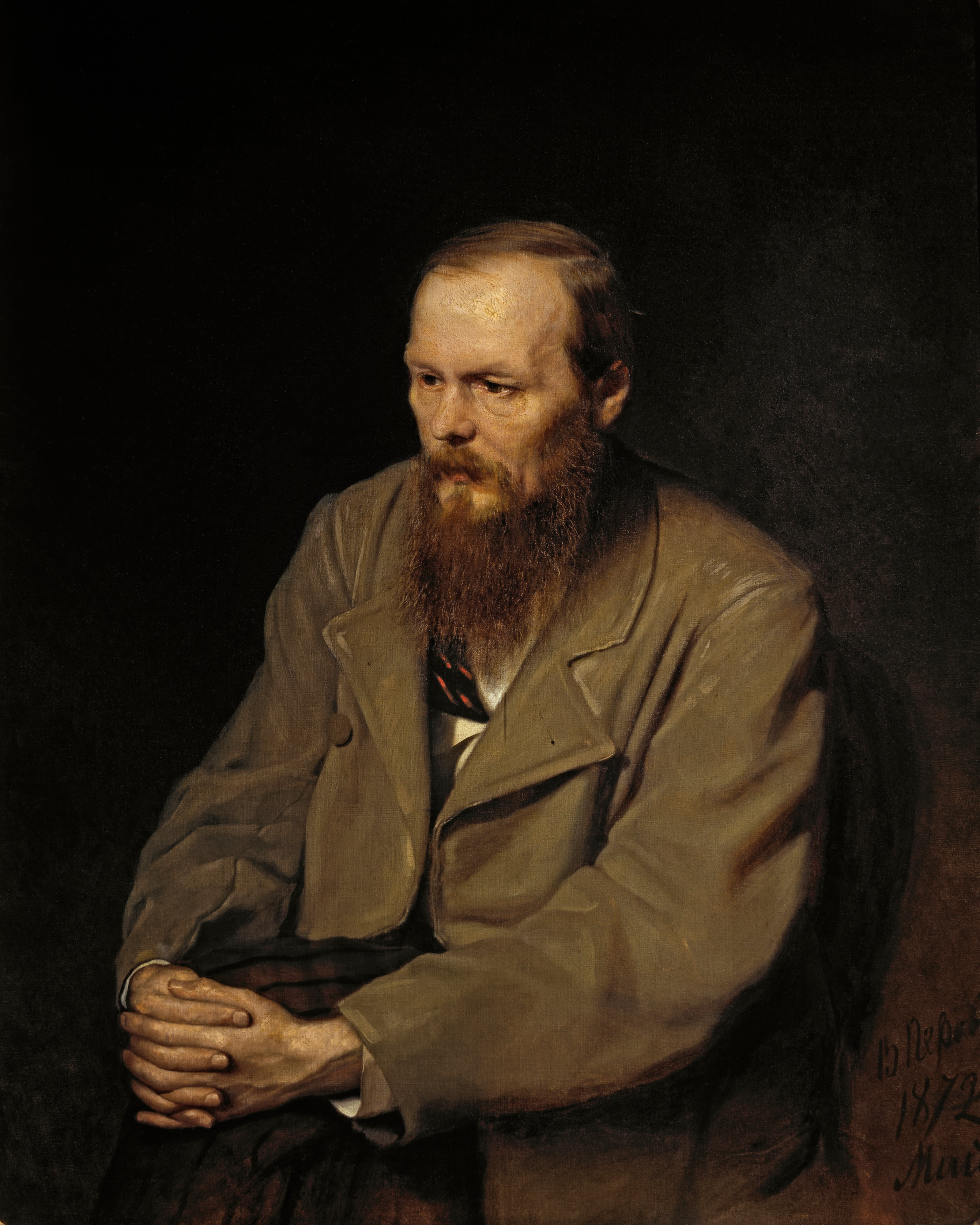
فيودور دوستويفسكي, 1872
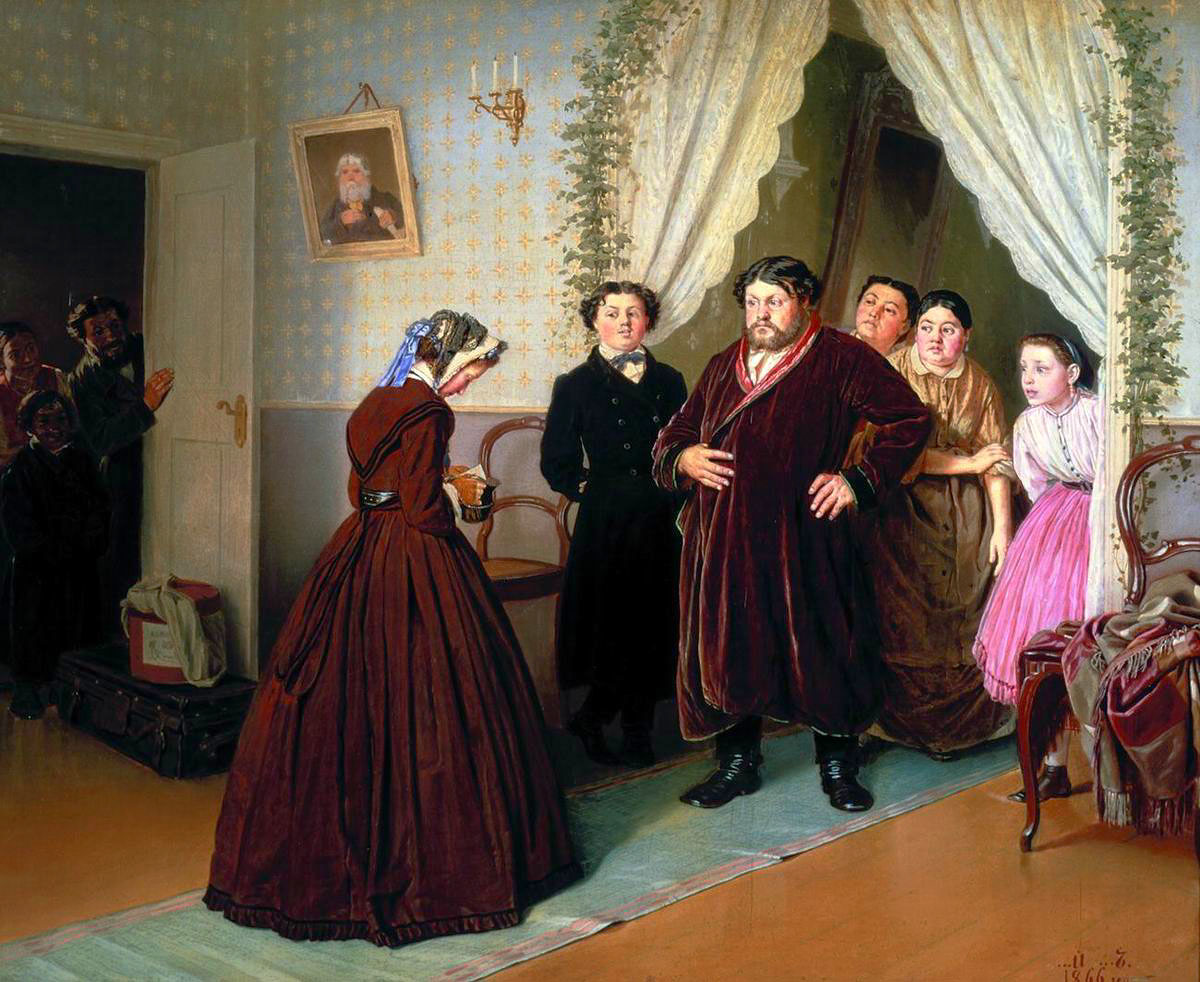
A Governess Arriving at a Merchant's House
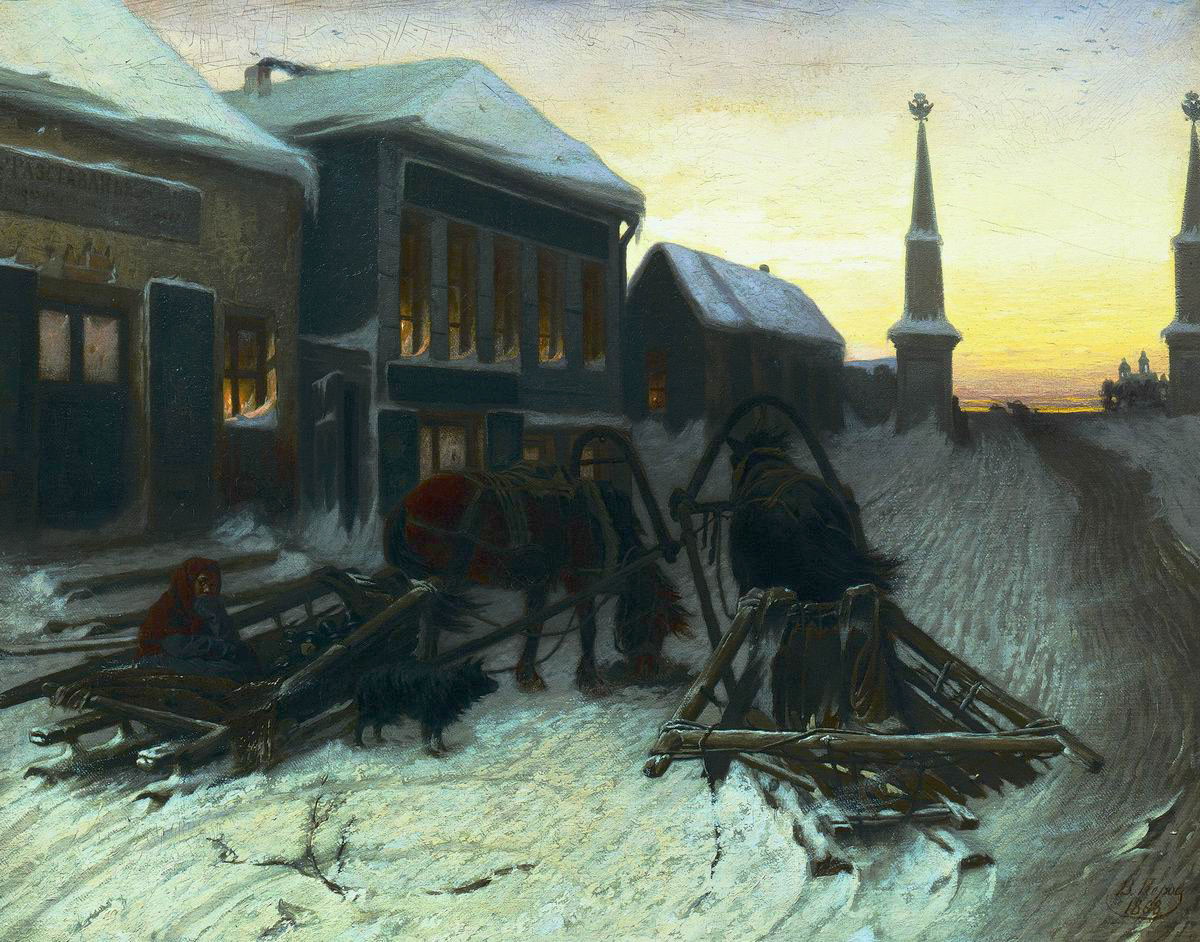
The Last Tavern at the City Gates
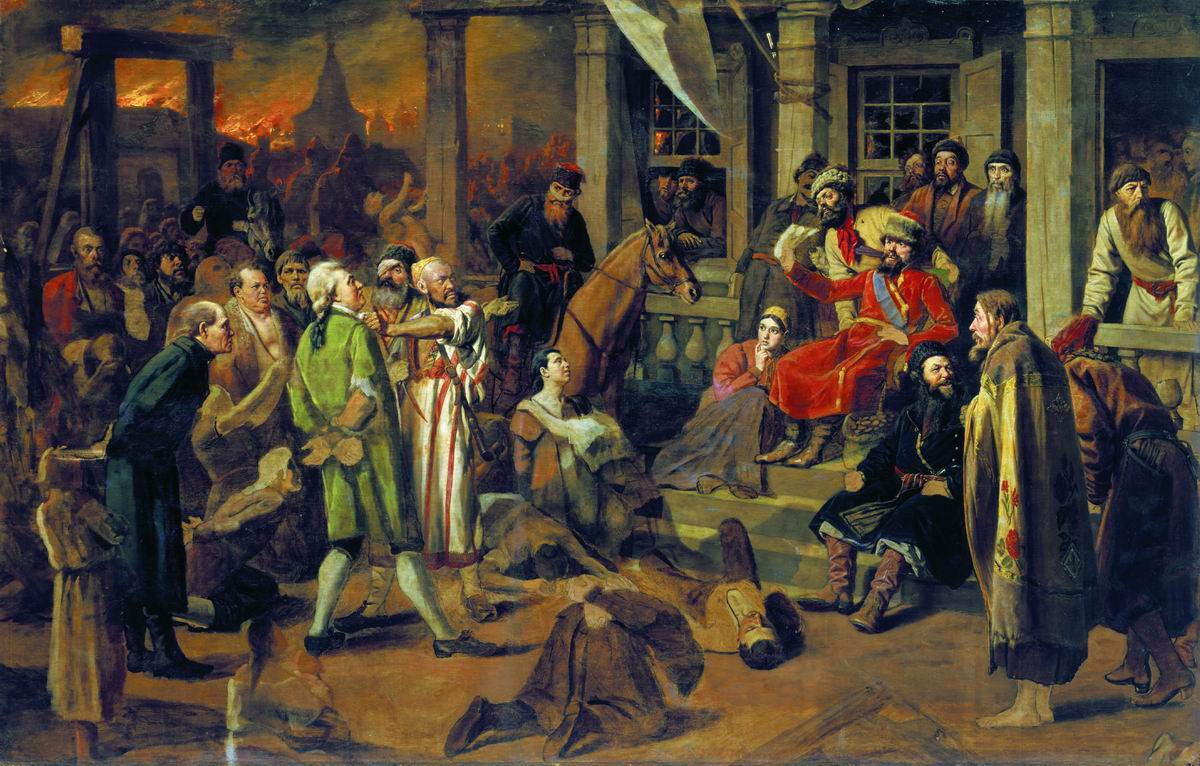
إميليان بوغاتشيف Judgement, 1879
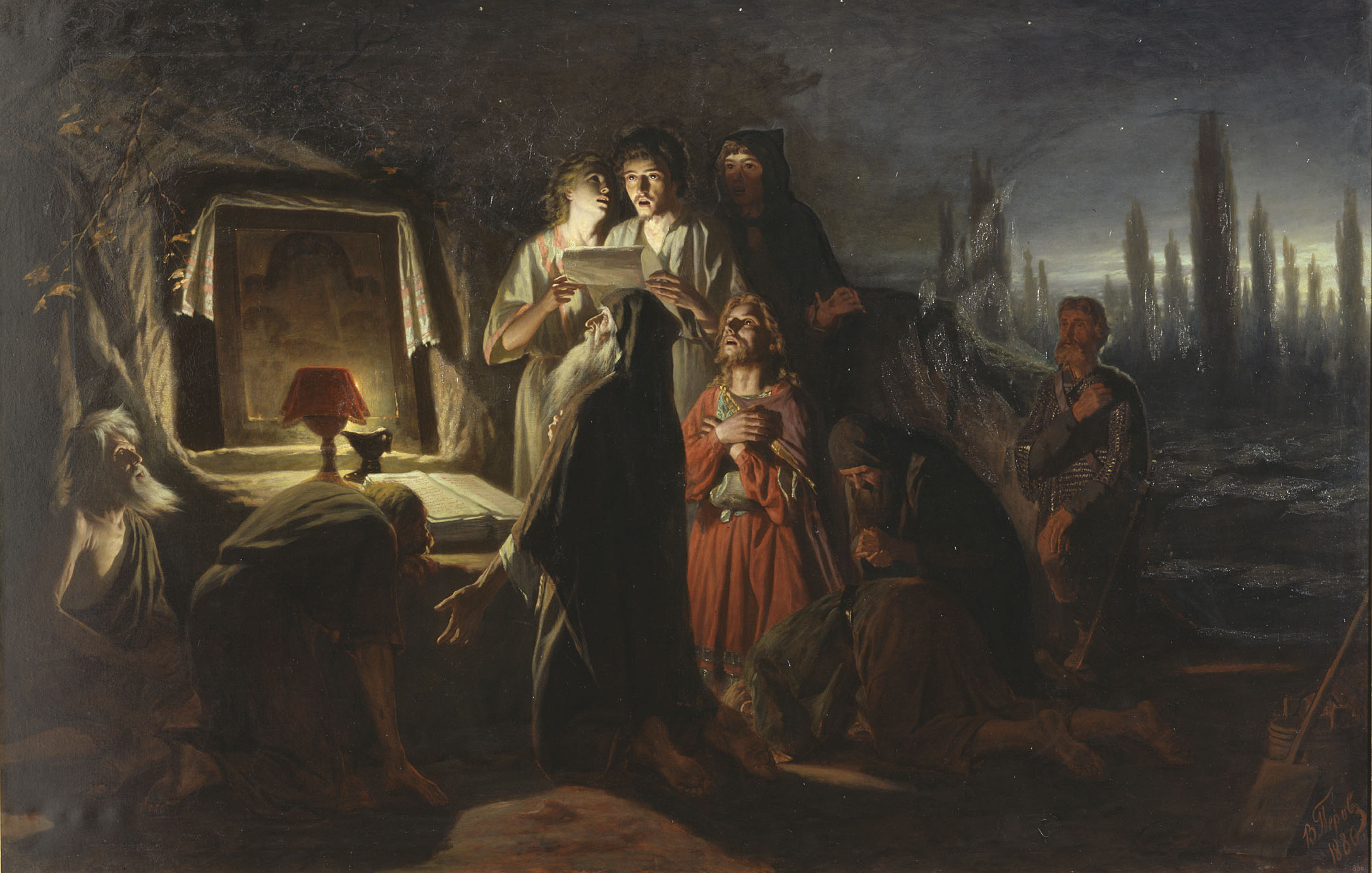
First Christians of كييف, 1880
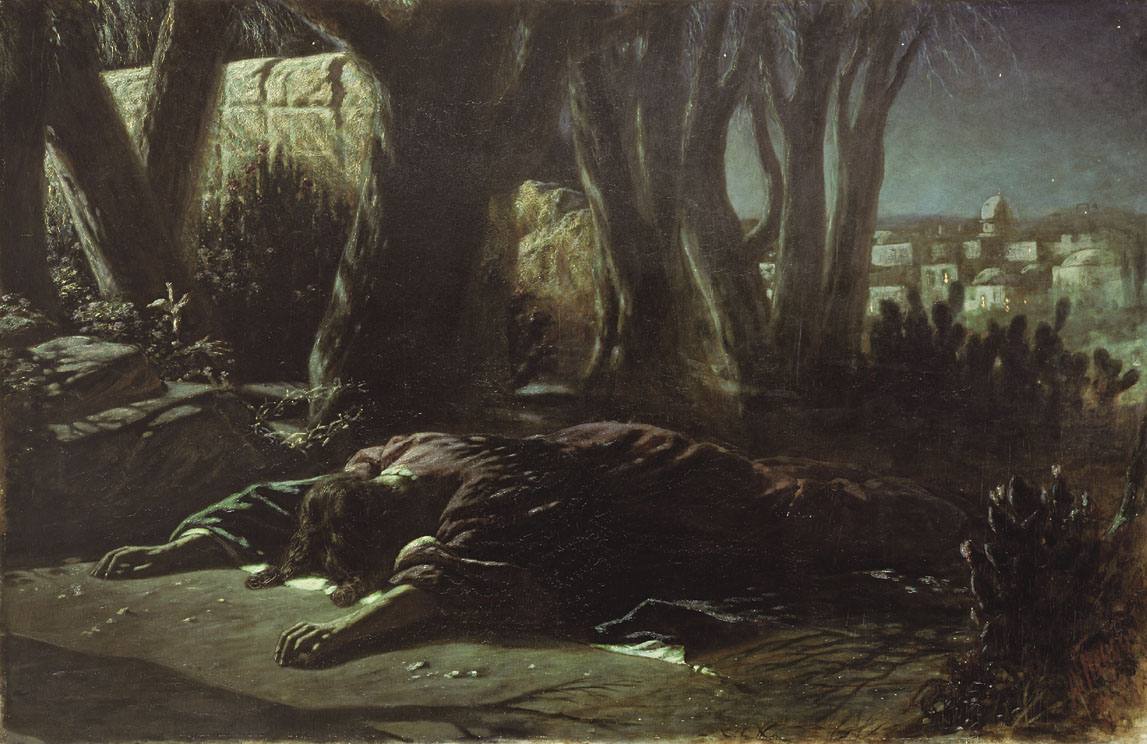
Christ on the جبل الزيتون
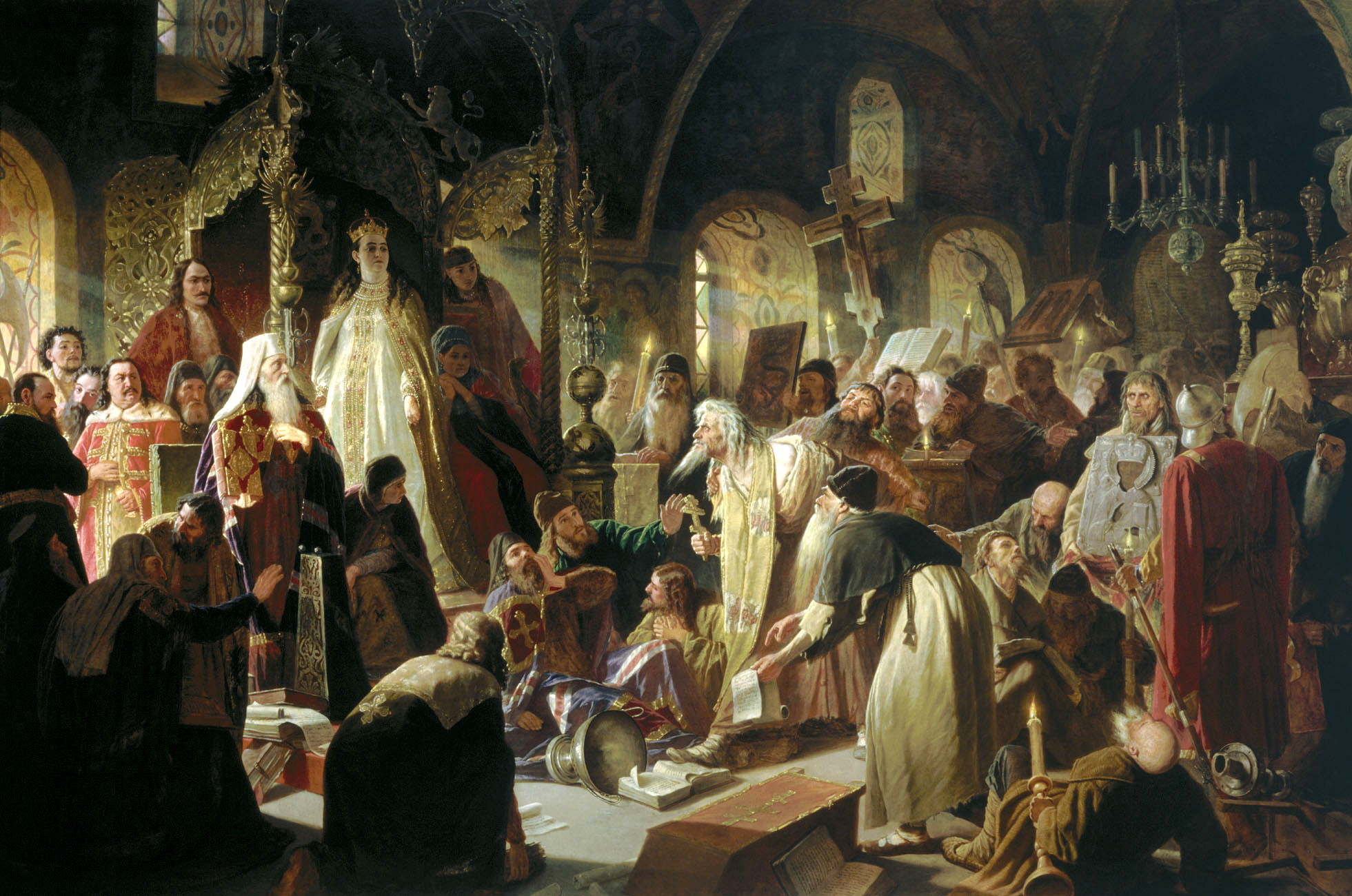
Nikita Pustosviat. Dispute on the Confession of Faith, 1881
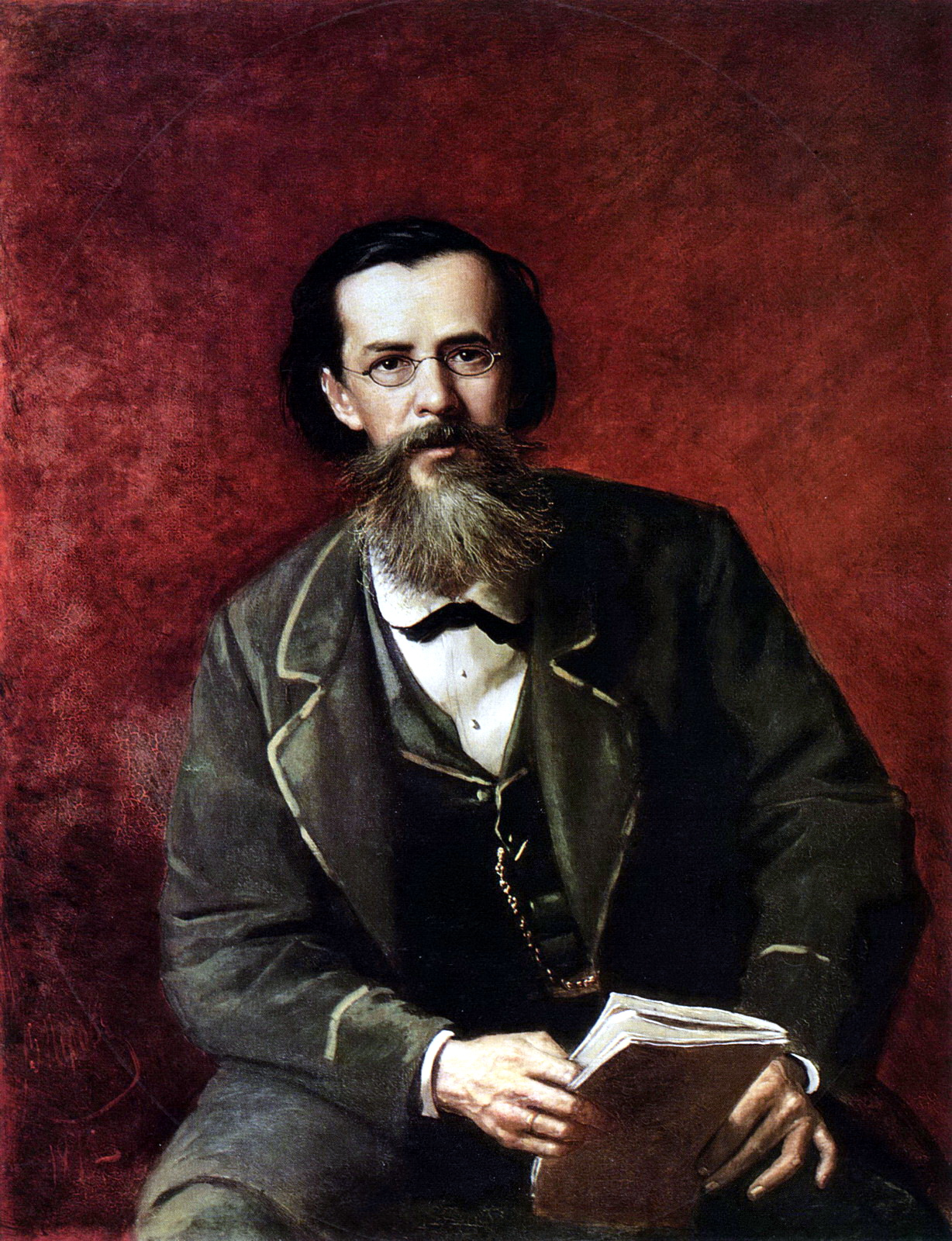
أبولون مايكوف

## وصلات خارجية
- فاسيلي بيروف على موقع الموسوعة البريطانية (الإنجليزية)
- فاسيلي بيروف على موقع ميوزك برينز (الإنجليزية)